# Pulligny
Pulligny és un municipi francès situat al departament de Meurthe i Mosel·la i a la regió del Gran Est. L'any 2007 tenia 1.234 habitants.

## Demografia

### Població
El 2007 la població de fet de Pulligny era de 1.234 persones. Hi havia 469 famílies, de les quals 99 eren unipersonals (28 homes vivint sols i 71 dones vivint soles), 143 parelles sense fills, 191 parelles amb fills i 36 famílies monoparentals amb fills.
La població ha evolucionat segons el següent gràfic:
Habitants censats

### Habitatges
El 2007 hi havia 497 habitatges, 479 eren l'habitatge principal de la família, 4 eren segones residències i 14 estaven desocupats. 433 eren cases i 62 eren apartaments. Dels 479 habitatges principals, 397 estaven ocupats pels seus propietaris, 67 estaven llogats i ocupats pels llogaters i 15 estaven cedits a títol gratuït; 3 tenien una cambra, 16 en tenien dues, 47 en tenien tres, 128 en tenien quatre i 285 en tenien cinc o més. 352 habitatges disposaven pel capbaix d'una plaça de pàrquing. A 188 habitatges hi havia un automòbil i a 242 n'hi havia dos o més.

### Piràmide de població
La piràmide de població per edats i sexe el 2009 era:
| Homes | Edats   | Dones |
| ----- | ------- | ----- |
| 0     | 95 o +  | 0     |
| 0     | 90 a 94 | 4     |
| 0     | 85 a 89 | 4     |
| 4     | 80 a 84 | 4     |
| 20    | 75 a 79 | 16    |
| 16    | 70 a 74 | 40    |
| 28    | 65 a 69 | 24    |
| 20    | 60 a 64 | 24    |
| 28    | 55 a 59 | 20    |
| 60    | 50 a 54 | 20    |
| 36    | 45 a 49 | 60    |
| 40    | 40 a 44 | 40    |
| 40    | 35 a 39 | 56    |
| 40    | 30 a 34 | 40    |
| 32    | 25 a 29 | 40    |
| 24    | 20 a 24 | 28    |
| 76    | 15 a 19 | 40    |
| 44    | 10 a 14 | 48    |
| 72    | 5 a 9   | 28    |
| 32    | 0 a 4   | 36    |

## Economia
El 2007 la població en edat de treballar era de 820 persones, 615 eren actives i 205 eren inactives. De les 615 persones actives 571 estaven ocupades (296 homes i 275 dones) i 44 estaven aturades (19 homes i 25 dones). De les 205 persones inactives 58 estaven jubilades, 80 estaven estudiant i 67 estaven classificades com a «altres inactius».

### Ingressos
El 2009 a Pulligny hi havia 472 unitats fiscals que integraven 1.235 persones, la mediana anual d'ingressos fiscals per persona era de 19.354 €.

### Activitats econòmiques
Dels 29 establiments que hi havia el 2007, 1 era d'una empresa alimentària, 7 d'empreses de construcció, 6 d'empreses de comerç i reparació d'automòbils, 4 d'empreses de transport, 2 d'empreses financeres, 3 d'empreses immobiliàries, 3 d'empreses de serveis, 2 d'entitats de l'administració pública i 1 d'una empresa classificada com a «altres activitats de serveis».
Dels 11 establiments de servei als particulars que hi havia el 2009, 1 era una oficina de correu, 1 taller de reparació d'automòbils i de material agrícola, 1 paleta, 1 guixaire pintor, 1 fusteria, 1 lampisteria, 2 electricistes, 1 perruqueria, 1 agència de treball temporal i 1 agència immobiliària.
Dels 3 establiments comercials que hi havia el 2009, 1 era una gran superfície de material de bricolatge, 1 una botiga de menys de 120 m² i 1 una fleca.
L'any 2000 a Pulligny hi havia 6 explotacions agrícoles.

## Equipaments sanitaris i escolars
L'únic equipament sanitari que hi havia el 2009 era una farmàcia.
El 2009 hi havia 1 escola maternal i 1 escola elemental.

## Poblacions més properes
El següent diagrama mostra les poblacions més properes.